# حرآباد سفلی
حرآباد سفلی، روستایی از توابع بخش بشارت شهرستان الیگودرز در استان لرستان ایران است.

## جمعیت
این روستا در دهستان پیشکوه ذلقی قرار دارد و براساس سرشماری مرکز آمار ایران در سال ۱۳۸۵، جمعیت آن ۱۸۴ نفر (۳۷خانوار) بوده‌است.